# Julien Devanne
Julien Devanne (né le 21 février 1989 à Angers) est un athlète français, spécialiste des courses de fond.
Il remporte le championnat de France de marathon à Metz et le championnat de France de semi-marathon à Vannes en 2019.
Le  29 septembre 2019, il remporte la classique Paris-Versailles en 52'00. 

## Palmarès
| Année | Épreuve                                 | Lieu             | Position | Type       | Temps          |
| ----- | --------------------------------------- | ---------------- | -------- | ---------- | -------------- |
| 2019  | Championnats de France de marathon      | Metz             | 1er      | Individuel | 2 h 25 min 37s |
| 2019  | Championnats de France de semi-marathon | Vannes           | 1er      | Individuel | 1 h 06 min 40s |
| 2019  | Marathon de Paris                       | Paris            | 13e      | Individuel | 2 h 17 min 21s |
| 2018  | Kerstloop Dronten                       | Dronten          | 2e       | Individuel | 1 h 04 min 50s |
| 2018  | Championnats de France de semi-marathon | Saint-Omer       | 10e      | Individuel | 1 h 06 min 07s |
| 2017  | Championnats de France de semi-marathon | Bourg-en-Bresse  | 3e       | Individuel | 1 h 04 min 07s |
| 2016  | Championnats de France de semi-marathon | Marcq-en-Baroeul | 2e       | Individuel | 1 h 05 min 47s |